# 白莫苾
白莫苾（？—719年），唐朝时龟兹王。
白莫苾在神龙政变之后到唐玄宗开元盛世初年担任龟兹王。他在延繇拔之后，成为龟兹王。当时，龟兹是安西都护府的驻地，在白莫苾在位时，郭元振、周以悌、张玄表、吕玄璟、郭虔瓘、阿史那献、汤嘉惠担任安西都护。开元七年（719年），白莫苾去世，其子白多匝（白孝节）即位为王。另有儿子白孝义、白孝德名著于史。